# 门登
绍尔兰地区门登，通称门登（德語：Menden，發音：[ˈmɛndn̩] ⓘ），是德国北莱茵-威斯特法伦州阿恩斯贝格行政区马克县的城市，面积86.1平方千米，2023年12月31日人口为52,177人。